# Beermakaak
De beermakaak (Macaca arctoides) is een soort van het geslacht makaken (Macaca). De wetenschappelijke naam van de soort werd voor het eerst geldig gepubliceerd door I. Geoffroy in 1831.

## Kenmerken
Het lichaam bevat lange vachtharen en manen op de schouders. De staart is maximaal 6 cm lang. Hij heeft betrekkelijk korte ledematen en een rozerode gezicht, dat geheel naar rood kan verkleuren door hitte of opwinding. Oudere dieren worden kaal, wat begint op het voorhoofd.

## Verspreiding en leefgebied
De soort komt voor van Assam (India) tot zuidelijk China en noordelijk Malay Peninsula.